# ФК Синђелић Београд
ФК Синђелић Београд је фудбалски клуб из Београда и тренутно се такмичи у Српској лиги Београд, трећем такмичарском нивоу српског фудбала, пошто је у сезони 2019/20. освојио 14. место, да би потом због финансијских проблема иступио из Прве лиге Србије. Клуб је основан 1937. године и назван је по српском јунаку Стевану Синђелићу.
Главно ривалство клуба је са суседним Обилићем (првак Југославије у 1998). Стадион Синђелића, популарно назван Барутана, има капацитет 1.500 гледалаца и налази се у Шумицама. Навијачи Синђелића називају се Орлови.

## Историјат
Синђелић је основан 1937. године, а први председник био је Лазар Ивановић. Клуб је назван по јунаку Првог српског устанка, војводи Стевану Синђелићу. Клупске просторије су се налазиле у Крижанићевој улици број 68 у кафани Шумадинци. Клуб је дресове наследио од угашеног клуба Шумадија, а плац за терен дао је Драго Младеновић.
Прве три године постојања играли су само пријатељске утакмице. Прво званично првенство Синђелић је одиграо у сезони 1940/41 као члан IV разреда Београдског лоптачког савеза. Прву такмичарску сезону је био убедљиво први са шест бодова више од другопласираног клуба Војвода Скопљанац са гол-разликом 27:4. Последњу утакмицу пре почетка Другог светског рата, Синђелић је одиграо 30. марта 1941. године против Војводе Степе и победио 8:0. Када је почео Други светски рат клуб је престао са такмичењем, али га је окупациона власт 1942. године приморала да се врати такмичењу. Међутим, након само једне сезоне клуб је напустио такмичење.
По завршетку рата Синђелић је покушао да настави рад, али му то под овим именом није дозвољено. Због тога су Синђелић и СК Хајдук приступили фискултурном друштву Дрводељаца, а заједничку скупштину су одржали 03.06.1945. године. Нови клуб се укључио у такмичење за првенство Београда које је чинило 14 клубова. У овај клуб није прешао нико од играча Синђелића, али јесте Миле Саковић, члан скупштине Синђелића који је том приликом пренео комплетну опрему.
ФК Синђелић је 1950. године променио име у Гвожђар, али је исте године вратио своје старо име Синђелић. Први председник послератног Синђелића био је Јован Самарџић, а посебне заслуге за враћање старог имена има члан скупштине и играч клуба Бранислав Станковић. Враћањем имена, враћена је и стара црвено – бела боја, а клупске просторије су промењене. Клуб се из Крижанићеве 86 преселио у улицу Војислава Илића 91, где се и данас налази.
Највећи успех Синђелић је остварио пласманом у Прву лигу Србије 2013. године. То је први пут у дугој историји да се клуб нашао у савезном рангу такмичења. У другом рангу такмичења се и данас такмичи.

## Стадион
Стадион је отворен 1937. године, а налази се на адреси Војислава Илића 86 на тромеђи Врачара, Звездаре и Вождовца. Популаран назив стадиона је „Барутана”, а трибине примају 1500 гледалаца.

## Новији резултати
| Сезона   | Ранг | Лига                | Позиција | ИГ  | Д  | Н  | П  | ГД | ГП | ГР  | Бод     | Куп                  |
| -------- | ---- | ------------------- | -------- | --- | -- | -- | -- | -- | -- | --- | ------- | -------------------- |
| 2006/07. | 3    | Српска лига Београд | 13.      | 34  | 9  | 14 | 11 | 31 | 35 | -4  | 41      | Није се квалификовао |
| 2007/08. | 3    | Српска лига Београд | 11.      | 30  | 11 | 5  | 14 | 36 | 40 | -4  | 38      | Није се квалификовао |
| 2008/09. | 3    | Српска лига Београд | 11.      | 30  | 8  | 11 | 11 | 25 | 35 | -10 | 35      | Није се квалификовао |
| 2009/10. | 3    | Српска лига Београд | 5.       | 30  | 11 | 7  | 12 | 42 | 42 | 0   | 40      | Није се квалификовао |
| 2010/11. | 3    | Српска лига Београд | 4.       | 29  | 11 | 9  | 9  | 46 | 31 | +15 | 42      | Није се квалификовао |
| 2011/12. | 3    | Српска лига Београд | 8.       | 30  | 10 | 10 | 10 | 41 | 35 | +6  | 40      | Није се квалификовао |
| 2012/13. | 3    | Српска лига Београд | 1.       | 30  | 19 | 5  | 6  | 58 | 27 | +31 | 62      | Није се квалификовао |
| 2013/14. | 2    | Прва лига Србије    | 11.      | 30  | 10 | 7  | 13 | 29 | 33 | -4  | 39      | Није се квалификовао |
| 2014/15. | 2    | Прва лига Србије    | 6.       | 30  | 12 | 4  | 14 | 40 | 39 | +1  | 40      | Шеснаестина финала   |
| 2015/16. | 2    | Прва лига Србије    | 6.       | 30  | 11 | 9  | 10 | 32 | 25 | +7  | 42      | Шеснаестина финала   |
| 2016/17. | 2    | Прва лига Србије    | 9.       | 30. | 8  | 13 | 9  | 32 | 31 | +1  | 37      | Шеснаестина финала   |
| 2017/18. | 2    | Прва лига Србије    | 6.       | 30  | 13 | 6  | 11 | 31 | 32 | -1  | 45      | Шеснаестина финала   |
| 2018/19. | 2    | Прва лига Србије    | 8.       | 37  | 11 | 13 | 13 | 35 | 43 | -8  | 46 (24) | Осмина финала        |
| 2019/20. | 2    | Прва лига Србије    | 14.      | 30  | 6  | 7  | 17 | 27 | 55 | -28 | 25      | Осмина финала        |
| 2020/21. | 3    | Српска лига Београд | 14.      | 38  | 15 | 8  | 15 | 41 | 37 | +4  | 53      | Претколо             |
| 2021/22. | 4    | Београдска зона     | 2.       | 30  | 21 | 4  | 5  | 66 | 25 | +41 | 67      | Није се квалификовао |
| 2022/23. | 3    | Српска лига Београд | 14.      | 30  | 9  | 11 | 10 | 28 | 30 | -2  | 34 (-4) | Није се квалификовао |
| 2023/24. | 3    | Српска лига Београд | 14.      | 30  | 8  | 7  | 15 | 34 | 50 | -16 | 31      | Није се квалификовао |

## Истакнути бивши играчи
- Благоје Пауновић
- Јован Аћимовић